# Systematyka organizmów
Systematyka organizmów, systematyka biologiczna – najstarsza dziedzina nauk biologicznych, nauka zajmująca się klasyfikowaniem, katalogowaniem oraz opisywaniem organizmów na podstawie badań ich różnorodności, pochodzenia i pokrewieństwa. Systematyka grupuje organizmy w jednostki stanowiące taksony w hierarchicznej strukturze kategorii systematycznych, w wyniku czego powstaje układ systematyczny (system). Reguły klasyfikacji i nazewnictwa systematycznego określa taksonomia, a relacje pokrewieństwa ewolucyjnego między taksonami – filogenetyka. Niekiedy termin „taksonomia” bywa rozszerzany na całą systematykę, jednak w ścisłym znaczeniu jest jej działem zajmującym się metodologiczną, zmatematyzowaną stroną. Dotychczas odkryto, opisano i nazwano co najmniej 1,75 mln gatunków organizmów żyjących obecnie na Ziemi oraz kilkaset tysięcy gatunków wymarłych.

## Zarys historii systematyki
Najstarsze próby naukowego systematyzowania roślin i zwierząt znane są ze starożytności. Pierwszy układ systematyczny zwierząt, oparty na zewnętrznych właściwościach budowy, stworzył Arystoteles, a jego uczeń i przyjaciel Teofrast z Eresos sformułował różnice między światem zwierzęcym i roślinnym oraz wprowadził, utrzymany do XVI w., podział świata roślinnego na 4 grupy. Istotny wpływ dla rozwoju systematyki organizmów miał Karol Linneusz, który opisał około 10 tys. gatunków roślin i około 6000 gatunków zwierząt oraz upowszechnił binominalne nazewnictwo gatunków.
Pierwotne próby klasyfikowania organizmów opierały się na sztucznie dobranych kryteriach, zwykle zewnętrznych cechach morfologicznych lub siedliskowych. Takie podejście funkcjonowało do XIX w. Współczesna systematyka dąży do uporządkowania informacji zebranych na temat poszczególnych organizmów, do nadania każdemu z nich unikalnej nazwy oraz umiejscowienia ich w usytematyzowanych hierarchicznie kategoriach systematycznych, celem ustalenia układu systematycznego opartego na znajomości związków.

## Metody badawcze
We współczesnej systematyce organizmów można wyróżnić trzy zasadnicze metody badawcze:
Systematyka genealogiczna, klasyczna systematyka ewolucyjna – opiera się na równoczesnej analizie anatomoporównawczej, embriologicznej i paleontologicznej oraz na czterech podstawowych kryteriach: nieciągłości morfologicznej, niszy przystosowawczej, bogactwa gatunkowego i monofiletyzmu (w szerszym znaczeniu).
Systematyka fenetyczna (numeryczna) – zakłada, że nie można poznać filogenezy i grupuje taksony posiadające najwięcej wspólnych cech, podobnie jak najstarsze systemy poczynając od Arystotelesa. W odróżnieniu jednak od tradycyjnej systematyki, ortodoksyjna fenetyka odrzuca intuicyjne rangowanie cech jako ważniejszych lub mniej istotnych dla ustalenia odległości systematycznej.
Systematyka filogenetyczna – jako jednostki taksonomiczne definiuje klady, czyli naturalne grupy organizmów obejmujące gatunek ancestralny i wszystkie gatunki potomne.

## Jednostki, kategorie, systemy
Podstawową jednostką taksonomiczną jest takson. Taksony pokrewne są grupowane w taksony wyższego poziomu.
W tradycyjnej systematyce organizmów taksonom nadawana jest ranga, określana jako kategoria systematyczna.
Aktualny w danym okresie stan wiedzy o organizmach obrazowany jest przez systematyków w formie układu systematycznego, nazywanego systemem taksonomicznym, klasyfikacją systematyczną, klasyfikacją biologiczną lub podziałem systematycznym organizmów. Ponieważ stan tej wiedzy ciągle ulega zmianom, odkrywane są nowe grupy organizmów, a także doskonalone są metody badawcze – proponowane przez poszczególnych autorów klasyfikacje biologiczne stale podlegają modyfikacjom.
W systematyce kladystycznej odchodzi się od określania kategorii systematycznych, a zależności filogenetyczne pomiędzy poszczególnymi taksonami określane są za pomocą kladów tworzących drzewo filogenetyczne, nazywane drzewem rodowym lub drzewem życia.